# Terremoto de Nueva España de 1787
El Terremoto de la Nueva España de 1787, también conocido como el Terremoto de San Sixto de 1787 y Terremoto de Oaxaca de 1787, ocurrió el 28 de marzo de 1787 a las 11:30 hora local (17:30 UTC). Causó un gran tsunami que afectó la costa de la Intendencia de Puebla (que entonces incluía parte del actual estado de Guerrero) y la Intendencia de Oaxaca (actualmente el estado de Oaxaca) en el sudoeste del Virreinato de Nueva España, actual México. Con una magnitud estimada de 8.6 en la escala de Richter, es el más potente jamás registrado en México.

## Tectónica
El sudoeste de México se encuentra por encima del límite convergente donde la placa de Cocos se subduce por debajo de la placa Norteamericana a una velocidad de 6.4 cm/año. La inclinación de la losa subductora es de aproximadamente 15° según lo definen los mecanismos focales y los hipocentros sísmicos. La sismicidad en esta área se caracteriza por terremotos de gran intensidad, comunes en esta zona.

## Terremoto
Se informó que el terremoto duró entre 6 y 7 minutos. Una hora más tarde hubo una réplica, luego otras tres. Tembló cinco veces ese día. Le siguieron tres fuertes réplicas el 29 de marzo, el 30 de marzo y según muchos la más fuerte el 3 de abril, también es posible que haya habido réplicas fuertes el 1 y 2 de abril, todas las cuales fueron probablemente de magnitud 7 o superior, según las estimaciones de las intensidades informadas en la ciudad de Oaxaca . Se sintió en una amplia área desde Valladolid (actual Morelia) hasta Tehuantepec a lo largo de la costa y tierra adentro hasta Tulancingo. La magnitud de este terremoto se ha estimado entre 8.4 y 8.7 en escala de magnitud de momento a partir de informes contemporáneos de intensidad sísmica.[cita requerida] El análisis de otros terremotos de interfaz de subducción a lo largo de este margen sugiere que el grado de sacudida de VIII o superior en la escala de intensidad de Mercalli coincide bien con la extensión de la ruptura para cada evento. Esto sugiere que la ruptura de 1787 se extendió por unos 450 km a lo largo de la costa, proporcionando una estimación de magnitud 8.6 basada en la escala de otros terremotos similares, por lo que este terremoto a lo mínimo fue tres veces más fuerte que cualquier otro en México y en Centroamérica, el tercero en Norteamérica y el decimocuarto a escala mundial.
El terremoto fue bautizado como "Terremoto de San Sixto" por los sismólogos apegados al Santoral católico ya que el 28 de marzo es celebrado el día de San Sixto.

## Tsunami
El tsunami provocado por el terremoto es conocido como "el gran tsunami mexicano", afectó a la costa del Pacífico Mexicano por más de 500 km a lo largo de las costas de Oaxaca, Guerrero y Chiapas. La altura máxima de las olas se ha estimado en 18.5 m, según los registros de inundaciones y elevaciones actuales. Se ha estimado que las olas y el agua llegaron entre 7 y 8 kilómetros costa adentro.

## Daño

### Oaxaca
La Ciudad de Oaxaca quedó destruida y con daños severos como la catedral junto con las casas del cabino y corregidor y la Plaza de Armas. Tres iglesias en Teuchitlán fueron destruidas. La zona de Tehuantepec y la costa sufrieron daños considerables.

### Ciudad de México
En  la Ciudad de México sufrieron daños el Palacio Virreinal, el Cañón de la Diputación y muchos edificios más en el Centro y alrededores.

### Chiapas
Sufrieron daños poblaciones cercanas a la costa y las colindantes a Oaxaca, como de Cintalapa a Huixtla.
En cuanto a las pérdidas humanas, se contaron 11 por el tsunami. Sin embargo el total por el tsunami y el terremoto son desconocidos.[5]

## Futuro riesgo sísmico
El comportamiento de ruptura de la interfaz de subducción en el área del terremoto de 1787 implica terremotos ocasionales muy grandes, como el de 1787, con terremotos más pequeños (M7) que rompen solo una parte del límite de la placa durante el período intermedio. Comportamiento similar se ha observado a lo largo de la zona de subducción Colombia-Ecuador y la de Sumatra-Andaman, con tres terremotos M7 desde que el terremoto Magnitud 8.8 1906 Ecuador-Colombia se rompió solo parte de la misma área que resbaló en ese gran terremoto.